# Università Georg-August di Gottinga
L'Università Georg-August di Gottinga è un'università pubblica che si trova a Gottinga, nel Land tedesco della Bassa Sassonia. Chiamata semplicemente Università di Gottinga, Georgia Augusta, o solo Gottinga, fu fondata nel 1737 da re Giorgio II di Gran Bretagna, divenendo presto un ateneo prestigioso e frequentato.

## Storia

### Inaugurazione

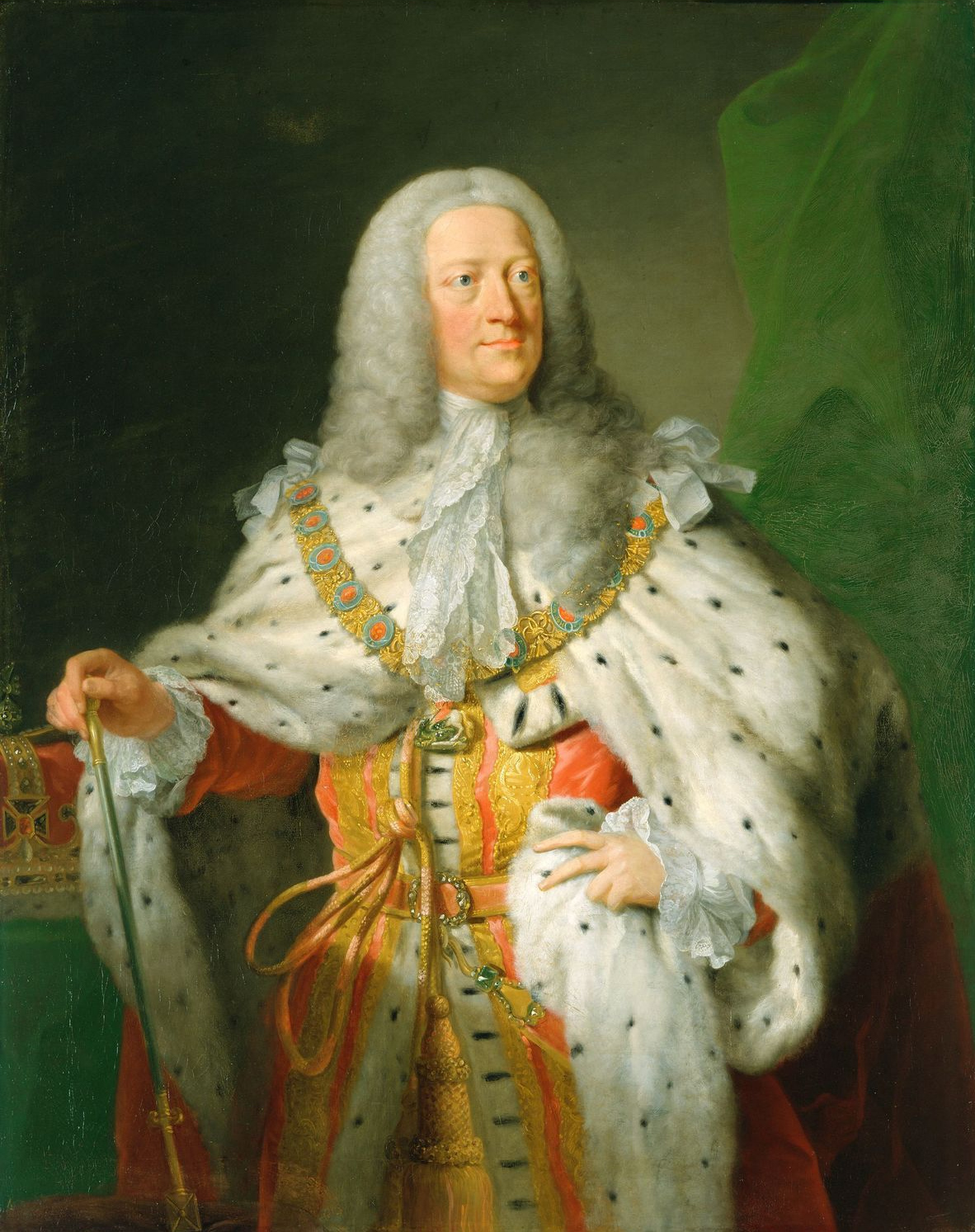
Re Giorgio II, fondatore e primo rettore dell'università

Nel 1734, re Giorgio II di Gran Bretagna, che era anche principe elettore dell'Hannover, diede al suo primo ministro nell'Hannover, Gerlach Adolph von Münchhausen, l'ordine di fondare un'università a Gottinga per propagare gli ideali di libertà accademica tipici dell'illuminismo europeo.

### Il Settecento e l'Ottocento
Durante il resto del XVIII secolo, l'Università di Gottinga fu annoverata nella cerchia delle migliori università della Germania, grazie al suo spirito libero e all'atmosfera di ricerca ed esplorazione scientifica che la contraddistingueva al proprio interno. Famoso sino ai nostri giorni fu Georg Christoph Lichtenberg, il primo professore a tenervi stabilmente un corso (1769-99) esplicitamente dedicato agli esperimenti di fisica in Germania.
Dal 1812, Gottinga era ormai nota internazionalmente come un luogo di studio moderno con una biblioteca di più di 250 000 volumi.
Sin dai primi anni della sua fondazione, l'Università di Gottinga divenne celebre per la sua facoltà di legge. Nel XVIII secolo Johann Stephan Pütter, il più importante studioso di legge del suo tempo, insegnò qui diritto pubblico quasi ininterrottamente per cinquant'anni. La materia aveva attirato qui studenti del calibro di Klemens Wenzel Lothar von Metternich, poi diplomatico e primo ministro dell'Impero austriaco, e Wilhelm von Humboldt, che poi fonderà l'Università di Berlino. Nel 1809 Arthur Schopenhauer, il filosofo tedesco noto per la sua opera Il mondo come volontà e rappresentazione (Die Welt als Wille und Vorstellung), entrò come studente all'università ove studiò metafisica e psicologia sotto la direzione di Gottlob Ernst Schulze, che lo spinse a concentrare i propri studi su Platone e Kant. Nel campo delle leggi qui si laureò Heinrich Heine, famoso poeta e avvocato tedesco.

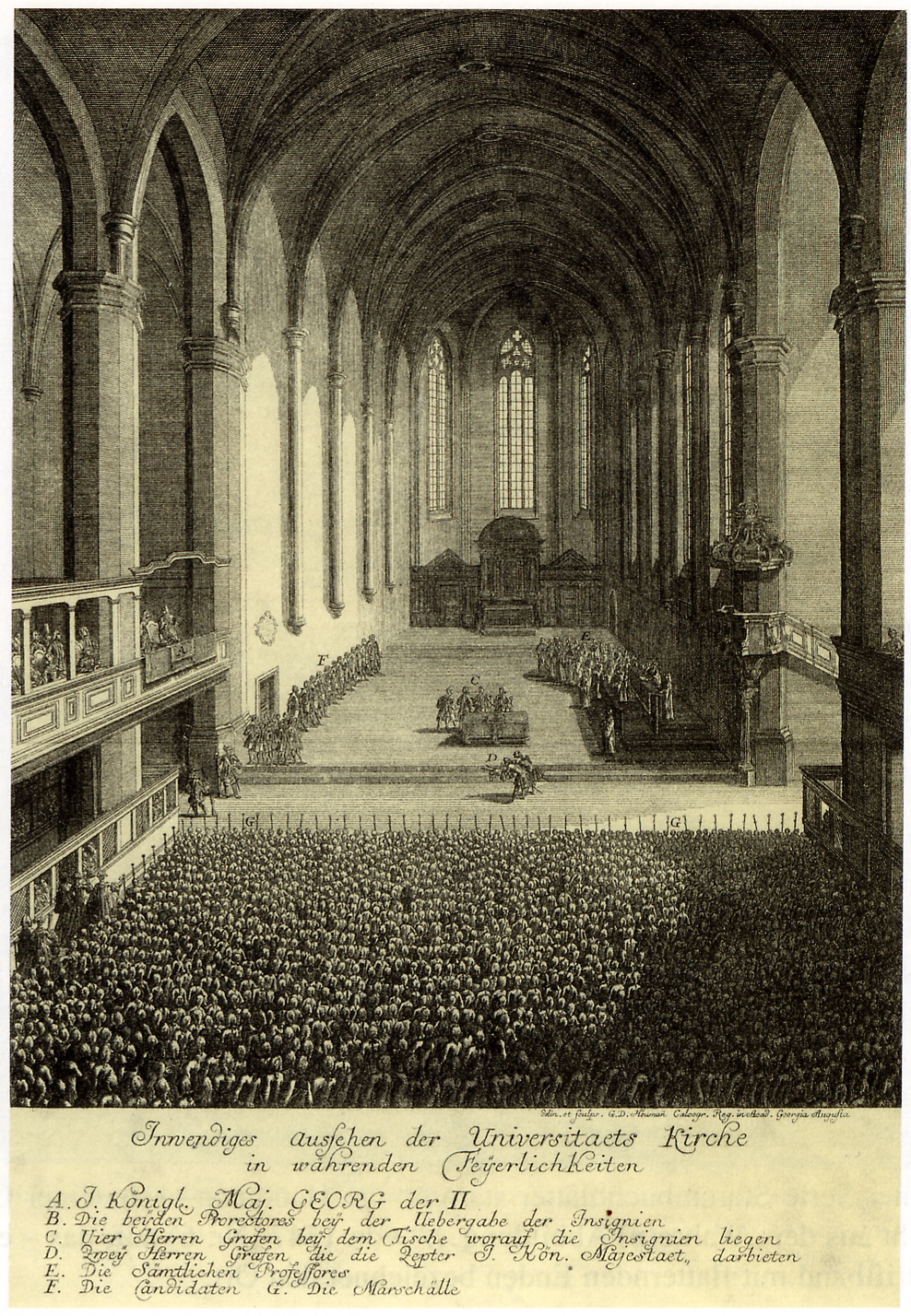
Re Giorgio II nella Paulinerkirche nel 1748

Nel primo centenario di fondazione dell'università nel 1837, essa era già nota come "l'università della legge", in quanto metà dei suoi studenti frequentavano la facoltà di giurisprudenza.
A ogni modo, proprio nell'Ottocento, i disturbi politici nei quali vennero coinvolti professori e studenti, abbassarono i frequentanti a 860 nel 1834. L'espulsione nel 1837 di sette professori – Die Göttinger Sieben – il giurista Wilhelm Eduard Albrecht (1800-1876), lo storico Friedrich Christoph Dahlmann (1785-1860), l'orientalista Georg Heinrich August Ewald (1803-1875), lo storico Georg Gottfried Gervinus (1805-1875), il fisico Wilhelm Eduard Weber (1804-1891) e i filologi fratelli Jakob (1785-1863) e Wilhelm Grimm (1786-1859), per le loro proteste contro la revoca attuata da re Ernesto Augusto I di Hannover della costituzione liberale promulgata nel 1833, ridussero di molto la prosperità dell'università. Prima di questo fatto, proprio i fratelli Grimm avevano finito di compilare presso l'Università il primo dizionario di tedesco al mondo.

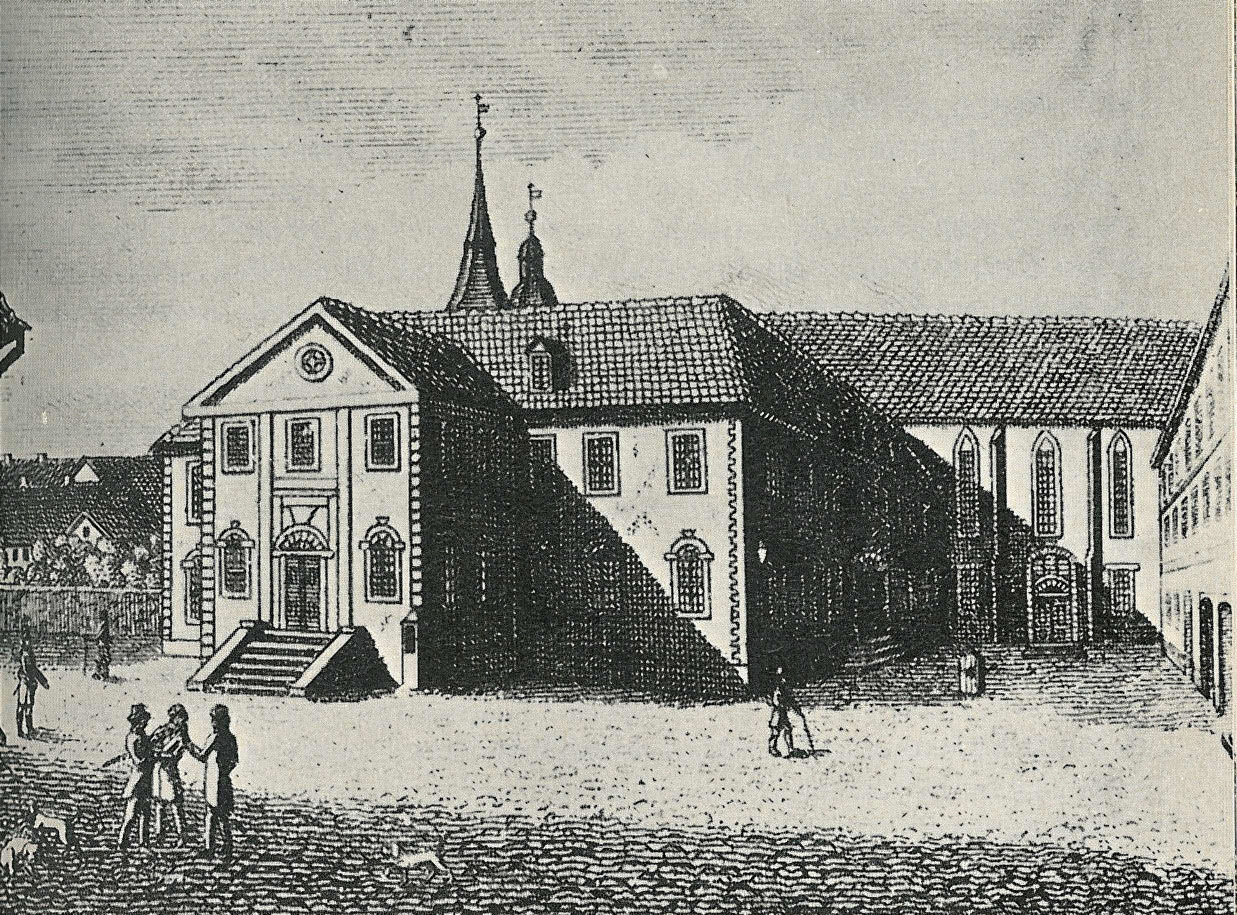
L'antica struttura dell'università e la sua biblioteca nel 1815

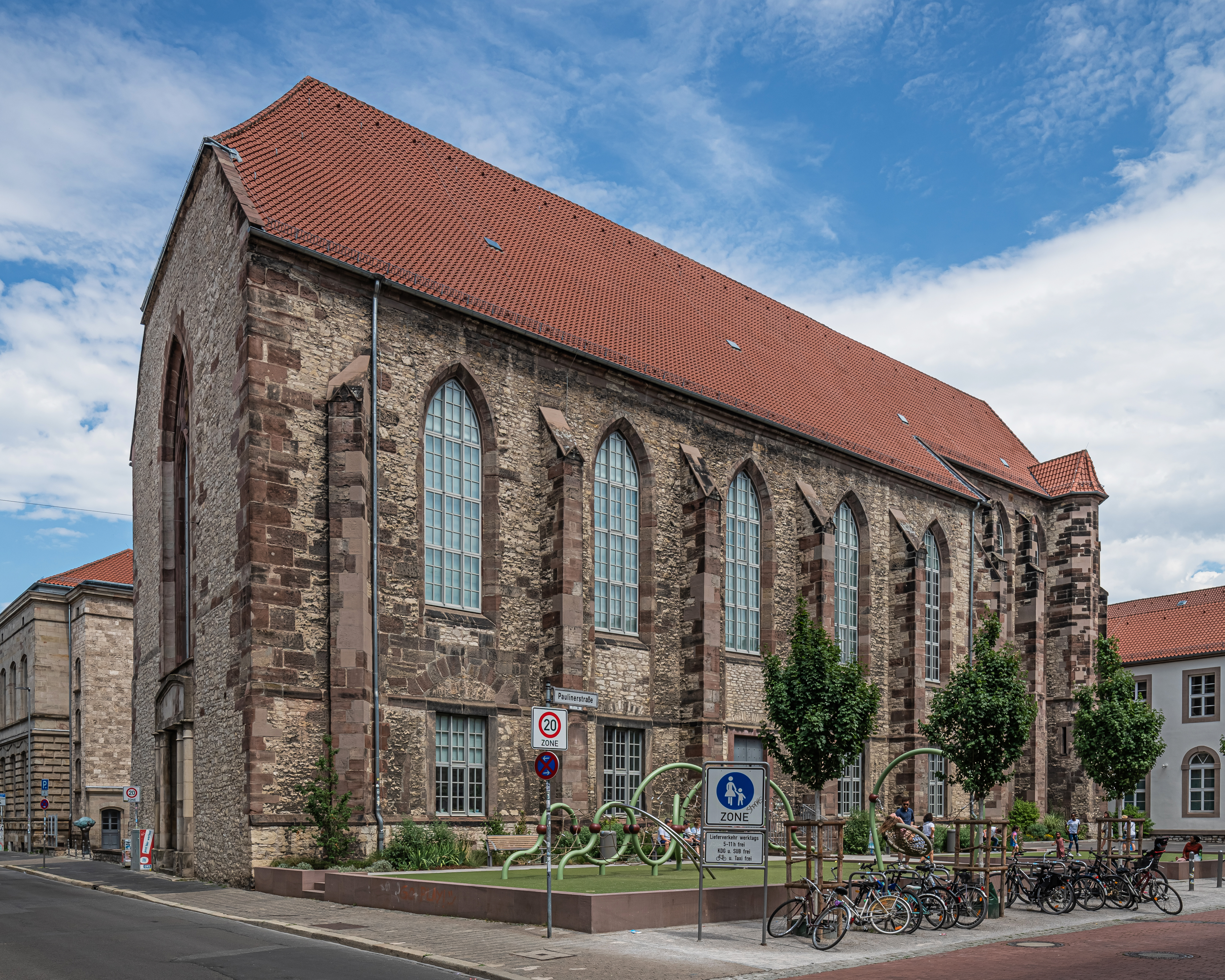
La Paulinerkirche, un tempo sede della biblioteca dell'università nella quale lavorarono Heinrich Heine, i fratelli Grimm e Goethe

Nel XIX secolo Gustav von Hugo e Rudolf von Jhering, due giuristi, scrissero l'opera Battaglia dei diritti, mantenendo alta la reputazione della giurisprudenza a Gottinga. Jhering l'ultimo elaborò qui la teoria della culpa in contrahendo. Otto von Bismarck, primo cancelliere del secondo impero tedesco e creatore della nuova Germania del secondo Ottocento studiò legge a Gottinga nel 1833: egli viveva in una piccola casa non lontano dall'università ancora oggi presente e nota con il nome di "Bismarckhäuschen".
Gottinga si specializzò nell'Ottocento anche nelle scienze naturali, e in particolare nello studio della matematica. Carl Friedrich Gauss insegnò qui nel XIX secolo, mentre Bernhard Riemann, Peter Gustav Lejeune Dirichlet e altri matematici contribuirono allo studio della materia entro queste mura. Con i primi del XX secolo, David Hilbert e Felix Klein attirarono diversi altri matematici a Gottinga, il che contribuì a rendere l'università la mecca dei matematici a inizio Novecento.

### Tra la fine del XIX secolo e l'inizio del XX secolo
Tra la fine del XIX secolo e l'inizio del XX secolo, l'Università di Gottinga raggiunse il proprio picco accademico.

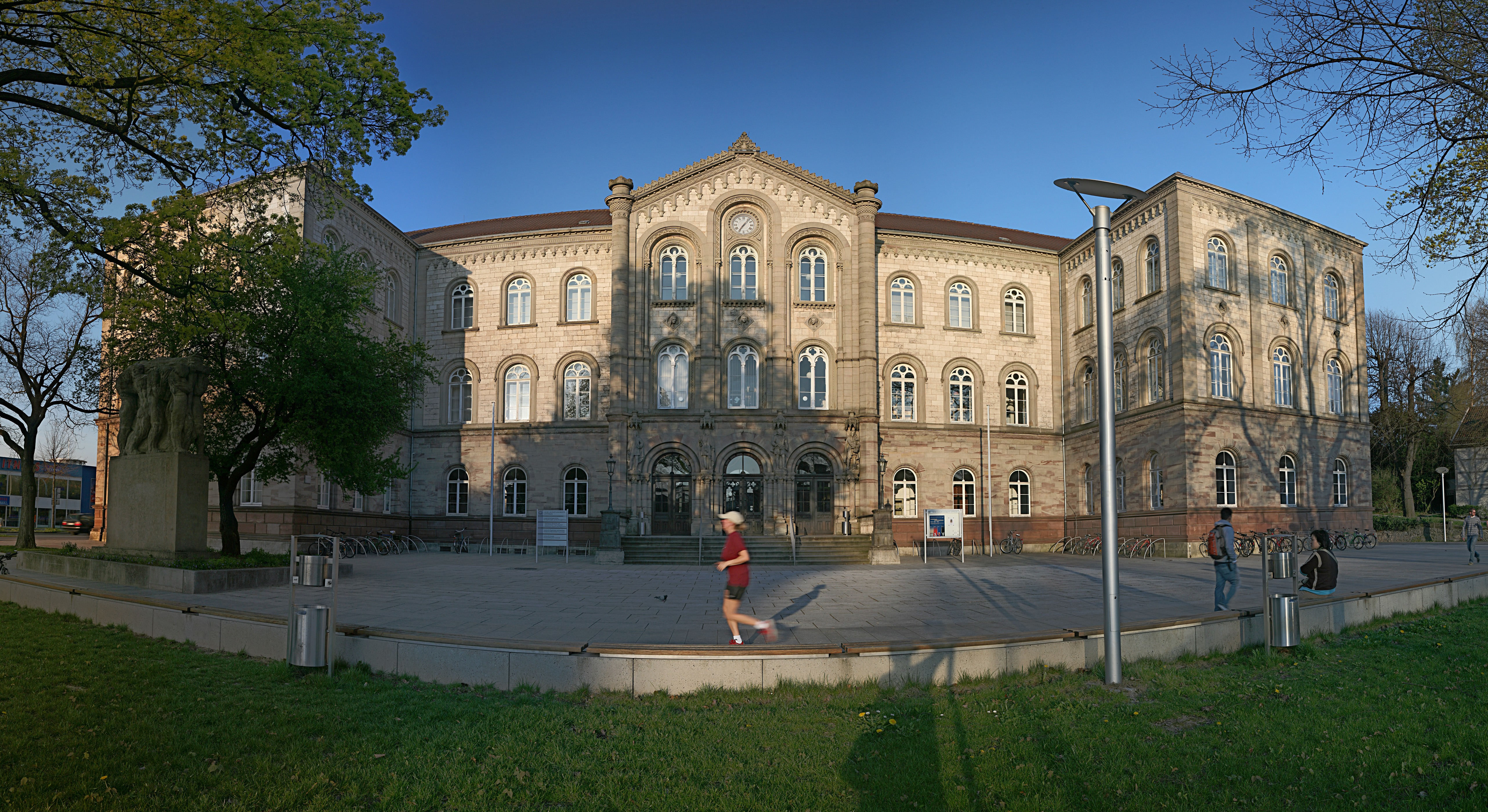
Il vecchio Auditorium Maximum (costruito nel 1826-1865)

Nel 1903 i professori in carica raggiunsero il numero di 121 mentre gli studenti erano 1 529.
Hakaru Hashimoto (scopritore della tiroidite che porta il suo nome) fu docente fino al 1914.
Ludwig Prandtl si trasferì all'università nel 1904, e nei successivi due decenni divenne uno dei principali conoscitori della meccanica dei fluidi e dell'aerodinamica. Nel 1925 Prandtl venne nominato direttore del Kaiser Wilhelm Institute per i fluidi meccanici. Egli introdusse il concetto di strato limite di quantità di moto e fondò la matematica aerodinamica, calcolando il peso dell'aria in rapporto con la direzione. Molti degli studenti di Prandtl diventeranno a loro volta dei fondamentali contributori nel campo dell'aerodinamica.
Dal 1921 al 1933 i fisici continuarono a prosperare sotto la guida di Max Born, che durante questo stesso periodo divenne uno dei tre scopritori della teoria dei quanti, rendendo così l'accademia uno dei principali centri di sviluppo della fisica moderna.
In totale, 44 tra studenti, professori o collaboratori legati all'università di Gottinga ottennero il premio Nobel.

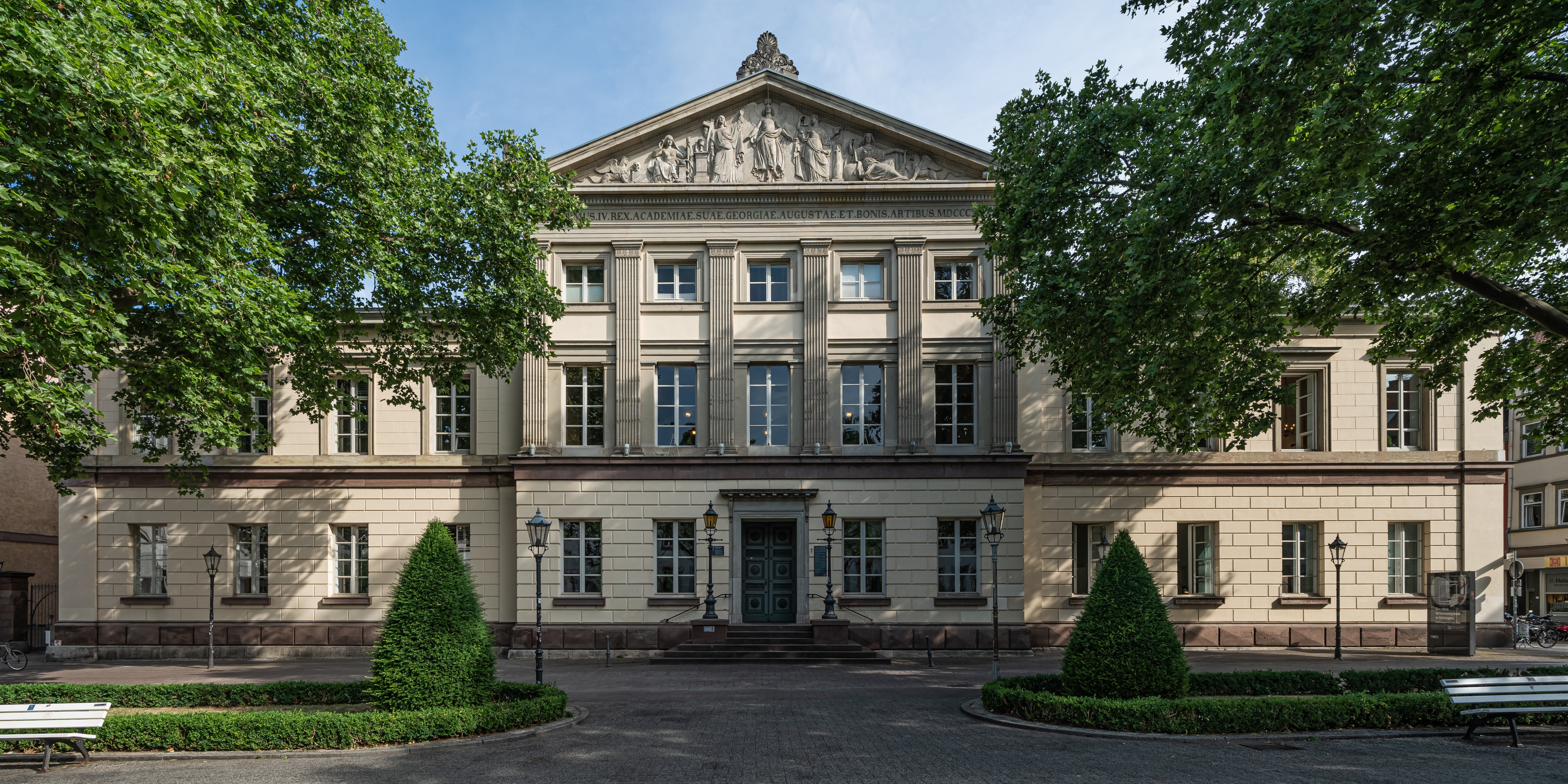
Alte Aula (Aula Magna), con il Karzer, nella Wilhelmsplatz (costruita nel 1835-1837)

Durante il Novecento fiorirono anche gli studi sociali sotto la guida del filosofo Edmund Husserl, padre della fenomenologia, e con Max Weber che qui studiò.

### La "Grande purga" del 1933
Negli anni trenta, l'Università divenne uno dei punti focali della volontà nazista di stroncare il giudaismo. Quello che venne attuato venne in seguito definito la "Grande purga" del 1933 che vide allontanare dall'ateneo alunni e professori del calibro di Max Born, Victor Goldschmidt, James Franck, Eugene Wigner, Leó Szilárd, Edward Teller, Emmy Noether e Richard Courant. La maggior parte di loro lasciò la Germania alla volta degli Stati Uniti, del Canada e del Regno Unito.

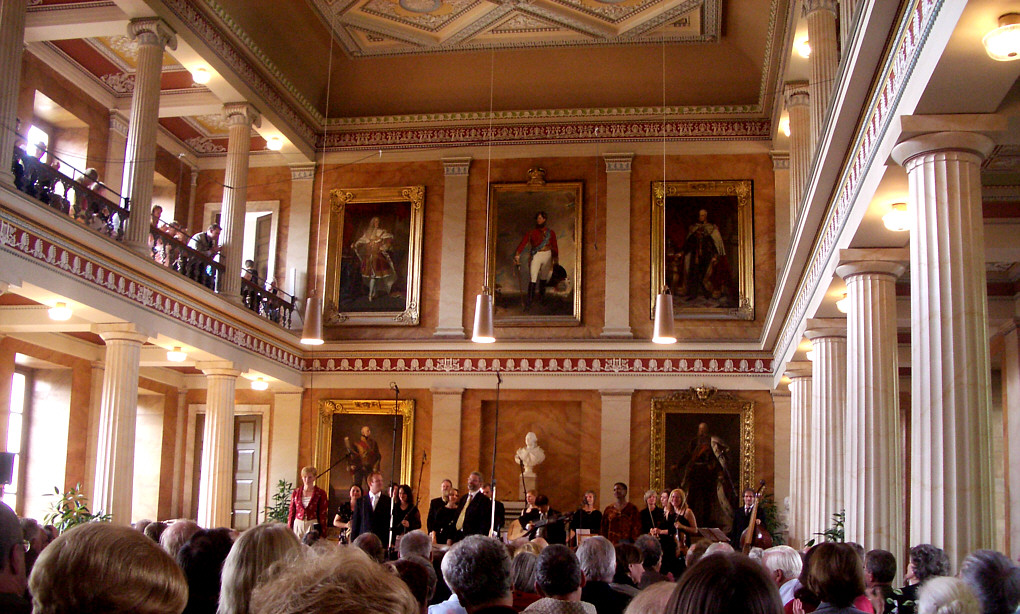
L'interno dell'aula magna dell'Università

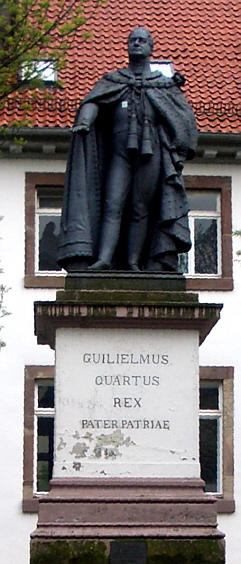
Il monumento a re Guglielmo IV presso l'università, realizzato nel 1837

### Il rinnovamento dopo la guerra
Dopo la seconda guerra mondiale, l'Università di Gottinga fu la prima università della Germania occidentale occupata dagli alleati a essere riaperta sotto il controllo britannico nel 1945. Jürgen Habermas, filosofo e sociologo tedesco, proseguì i suoi studi a Gottinga. Successivamente, Richard von Weizsäcker, futuro presidente della Germania, ottenne qui il suo dottorato in legge. Gerhard Schröder, futuro cancelliere tedesco, vi ottenne la sua laurea in giurisprudenza.

## Centro di digitalizzazione retrospettiva
Il Göttinger DigitalisierungsZentrum (in inglese: Center for Retrospective Digitization) è il centro di digitalizzazione retrospettiva delle riviste accademiche gestito dall'Università di Gottinga.
Il centro fu fondato nel 1997 e, grazie al contributo finanziario della Associazione tedesca per la ricerca, poté trasformarsi in un centro specializzato nei servizi alle biblioteche e alle istituzioni scientifiche nell'ambito della digitalizzazione.
Il GUD fu incaricato della digitalizzazione e dell'indicizzazione della copia della Bibbia di Gutenberg conservata a Gottinga, oltreché di intere serie di periodici scientifici.
DigiWunschbuch è il nome del servizio di digitalizzazione dei libri e delle opere della biblioteca di Gottinga, che è aperto a persone fisiche o giuridiche terze, disponibile a seguito di ordinazione e a pagamento.
La base di conoscenza include sia riviste e manoscritti di matematica sia testi di importanza storica presenti anche su JSTOR, quali: autobiografie, racconti di viaggio e mappe, trattati di matematica, libri sulla storia della scienza, zoologia, nonché una collezione di opere uniche del XVII e XVIII secolo. Una parte dei contenuti è consultabile liberamente.
Nel 2013 il catalogo includeva 17 000 titoli, mentre il sito dichiarava l'indicizzazione di oltre 15 milioni di pagine digitalizzate.

## Giardini botanici
All'università fanno capo tre grandi giardini botanici: l'Alter Botanischer Garten der Universität Göttingen, il Neuer Botanischer Garten der Universität Göttingen, e il Forstbotanischer Garten und Pflanzengeographisches Arboretum der Universität Göttingen.